# Yoani Sánchezová
Yoani Maria Sánchezová Corderová (* 4. září 1975) je kubánská blogerka, která dosáhla mezinárodního uznání a řady světových cen za své texty a kritické psaní o současném životě na ostrově a jeho vládě. Její blog je vzhledem k dlouhodobému zákazu na Kubě hostován v zahraničí.

Dne 21. května 2014 spustila s dalšími pisateli zpravodajský server 14ymedio, který na komunistické Kubě usiluje o nezávislou žurnalistiku.

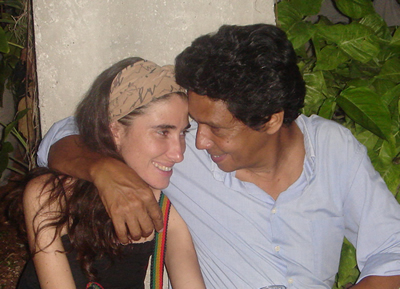
Yoani Sánchezová se svým manželem, Reinaldem Escobarem

## Potíže s režimem
Dne 4. října 2012 byla zadržena, zřejmě proto, aby nemohla sledovat proces s konzervativním španělským politikem Ángelem Carromerem, který je odsouzen za zabití kubánského disidenta Oswalda Payá při dopravní nehodě v červenci 2012. Blogerka byla zadržena spolu se svým manželem Reinaldo Escobarem, propuštěni byli následujícího dne.
Po pěti letech a dvaceti zamítnutích žádostí Yoani Sánchezové o vydání výjezdní doložky ji v roce 2012 Kuba novinářce nakonec vydala. V únoru 2013 se tak mohla vydat na více než tříměsíční cestu po zemích Ameriky a Evropy. Na Kubu se vrátila 30. května 2013.

## Návštěva ČR

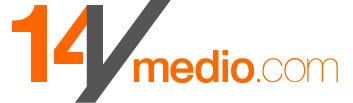
Logo portálu 14ymedio.com

V závěru února 2013 přijela na pozvání humanitární organizace Člověk v tísni do Prahy. Přijal ji zde ministr zahraničních věcí Karel Schwarzenberg. Zajímal se o dopad reforem z roku 2012 na kubánské obyvatelstvo; podle ní změnily politické klima na Kubě naprosto minimálně. Schwarzenberg uvedl, že nesdílí nadšení některých zemí v tomto ohledu, jeho paměť mu totiž nedovoluje zapomenout na reformy přijímané v době komunismu, „které nic nezměnily, ale na západě vypadaly úžasně“.
Byla hostem festivalu Jeden svět, v jehož rámci se promítal film Zakázané hlasy: Jak zahájit revoluci laptopem švýcarské režisérky Barbary Millerové. Film představuje tři ženy – jednou z nich je právě Yoani Sánchezová – které pomocí blogů a sociálních sítí šíří do světa informace ze svých zemí ovládaných autoritářskými režimy, a bojují tak za práva žen či lidská práva obecně.
Sánchezová se dále zúčastnila diskuse na téma nezávislé žurnalistiky na Kubě, která se konala na Fakultě sociálních věd UK. Jedním z témat diskuse byly způsoby, jakými totalitní režim brání šíření nezávislých informací. Kdo by si chtěl např. založit svůj časopis, nemůže využít státních tiskáren. Osobní tiskárny jsou již sice na ostrově asi 3 roky dostupné, nicméně se prodávají za ceny odpovídající ročnímu platu, uvedla Yoani Sánchezová.
Hovořila také o rozšíření nabídky televizního vysílání na Kubě. Po desítkách let, kdy Kubánci měli k dispozici pouze národní kanály, mohou od ledna 2013 sledovat po 13 hodin denně také vysílání venezuelské satelitní televize TeleSUR, vysílající pro řadu latinskoamerických zemí. Ačkoli je i toto vysílání často silně ideologicky podbarvené, v kubánských podmínkách znamená podle blogerky přece jen „svěží vítr".

## Zpravodajský server 14ymedio
Když 21. května 2014 Yoani spustila zpravodajský server 14ymedio, během minut byly jeho stránky zablokovány a jejich návštěvníci přesměrováni na web obsahující kritiku její osoby. Později byl provoz webu obnoven.

## Ocenění
- 2008 - Ortega y Gasset - hlavní španělská literární cena (kategorie pro novináře)
- 2008 - "100 nejvlivnějších osobností světa" - časopis Time
- 2008 - "100 nejvlivnějších Hispánců" - hlavní španělský deník El País
- 2008 - "10 nejvlivnějších osobností roku 2008" - časopis Gatopardo Magazine
- 2008 - "10 nejvlivnějších latinskoamerických intelektuálů" - Foreign Policy magazine
- 2009 - "25 nejlepších blogů roku 2009" - časopis Time
- 2009 - "Mladý světový lídr" Young Global Leader Honoree - Světové ekonomické fórum, World Economic Forum
- 2009 - cena Maria Moors Cabot - cena Columbia University
- 2010 - titul "Hrdina svobody světového tisku" Word Press Freedom Hero - International Press Institute
- 2010 - cena prince Clause "Prince Claus Award" - nizozemský fond "Prince Claus Fund"